# برونو لازارونی
برونو لازارونی (به پرتغالی: Bruno Amorim Lazaroni) هافبک اهل برزیل است که در شهر ریودو ژانیرو و در تاریخ ۱۳ سپتامبر ۱۹۸۰ به دنیا آمده‌است.
برونو لازارونی در تیم‌های فوتبال فلامینگو سابقهٔ حضور دارد.